# Mattias Stöödh
Mattias Persson Stöödh, var en svensk orgelbyggare och cembalobyggare. 
Stööd levde under 1670-talet och var av dansk härkomst.

## Biografi
Stöödh kom till rikskanslern Magnus Gabriel de la Gardie i Sverige på 1670-talet, för att ta hand om hans instrument. Han hade bland annat orglar och positiv på Höjentorp, Läckö slott, Ekholmen, Eggby kyrka och Lidköpings kyrkor. Han stannade kvar hos honom till 1681. Stöödh arbetade även som klavérbyggare.
Arbetade 1677–1684 i Lidköping.

## Orglar
Inga kända egna orgelverk.
- Reparerade 1678 orgeln i Lidköpings kyrka.
- Reparerat positivet i Skärvs kyrka.
- Reparerat orgeln på Höjentorp
- Reparerat orgeln i Eggby kyrka

## Gesäller
- 1678–1686 - Petter Hansson.